# Incidenti mortali legati ai voli spaziali
Questa è una lista di incidenti mortali legati ai voli spaziali, dal 1957 ad oggi.
Dall'inizio della corsa allo spazio ad oggi hanno perso la vita 18 astronauti e cosmonauti. 

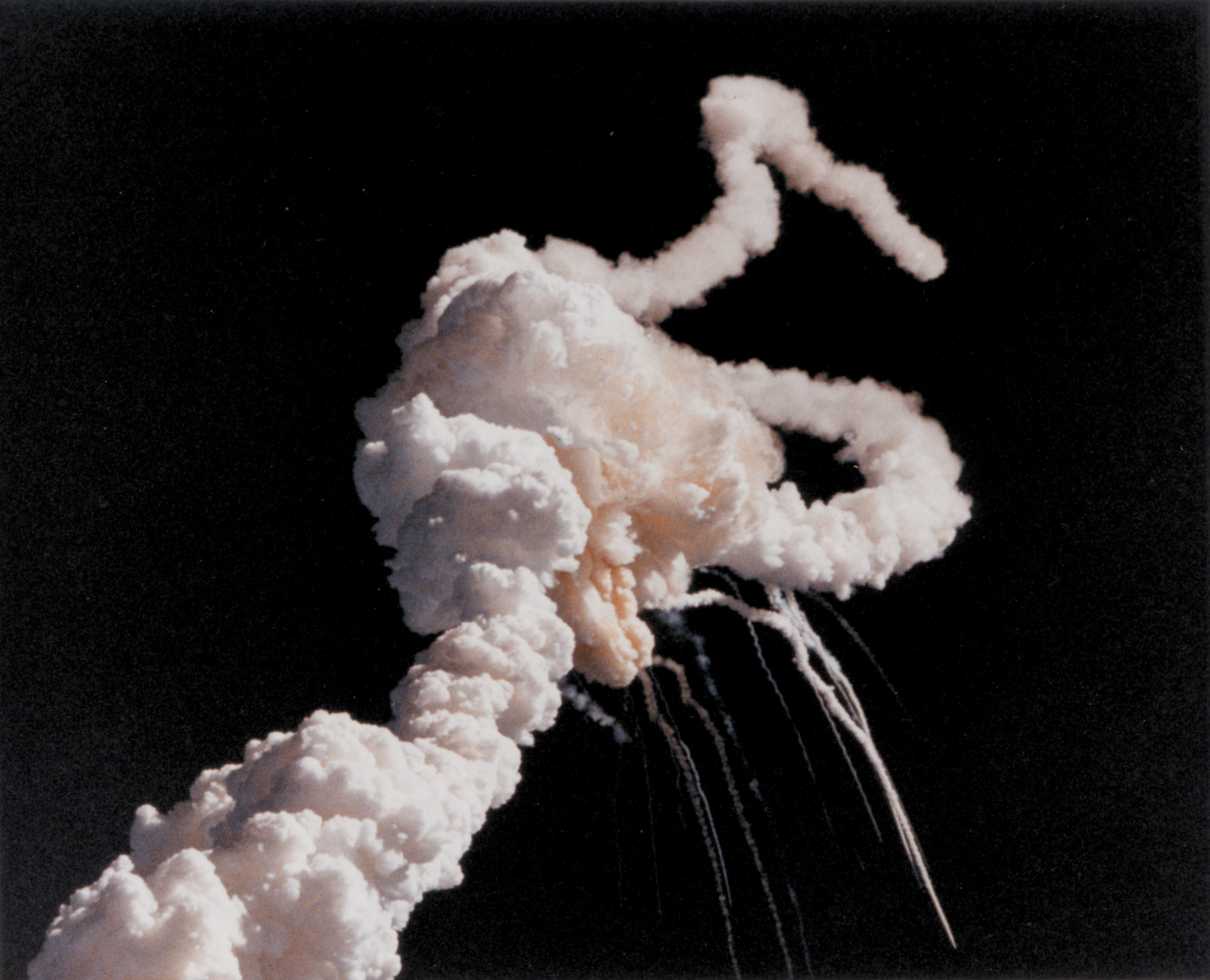
Lo Space Shuttle Challenger disintegrato 73 secondi dopo il lancio nel 1986, il che portò alla morte di tutti e sette membri dell'equipaggio.

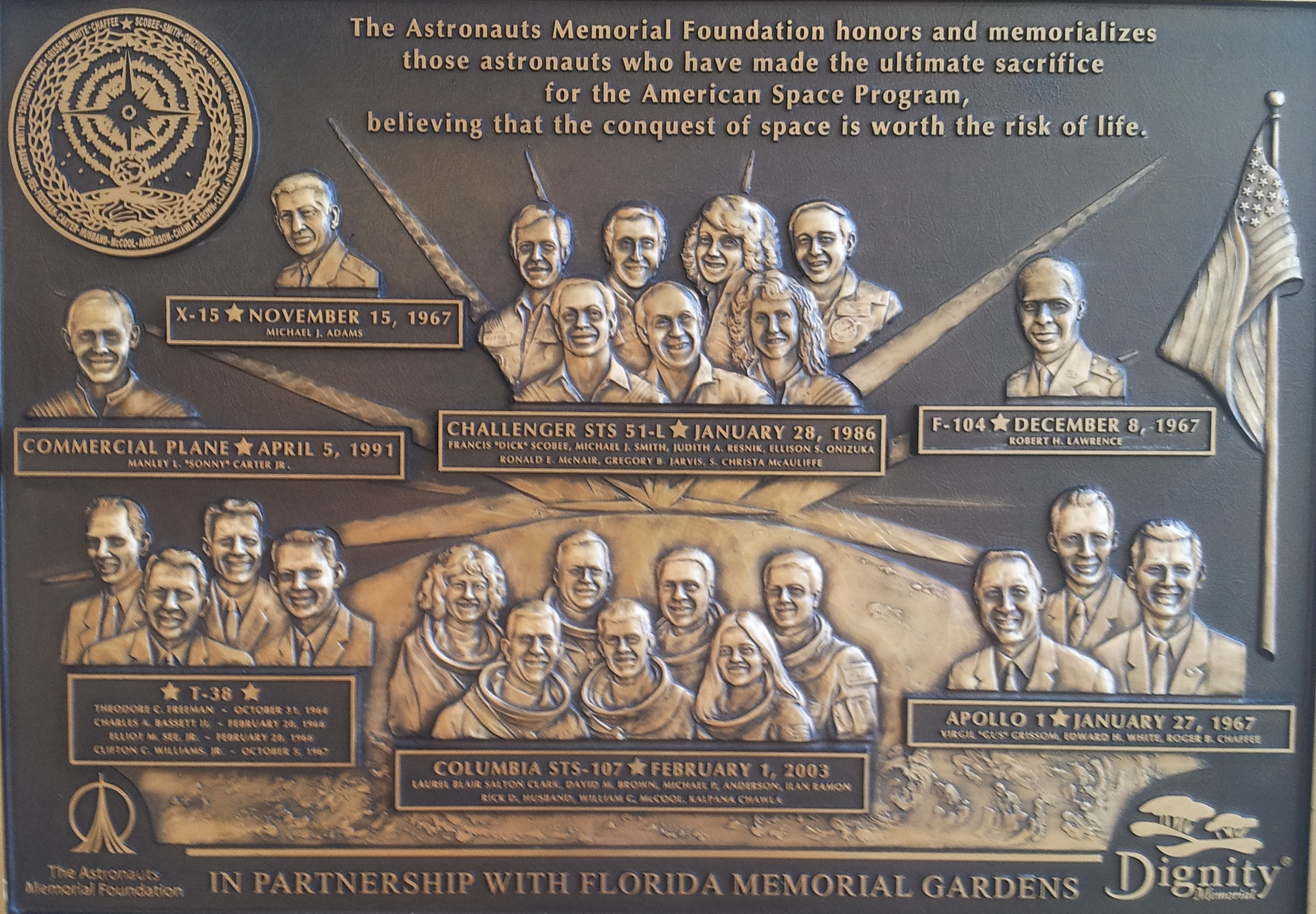
Astronauts Memorial Plaque a Cape Canaveral

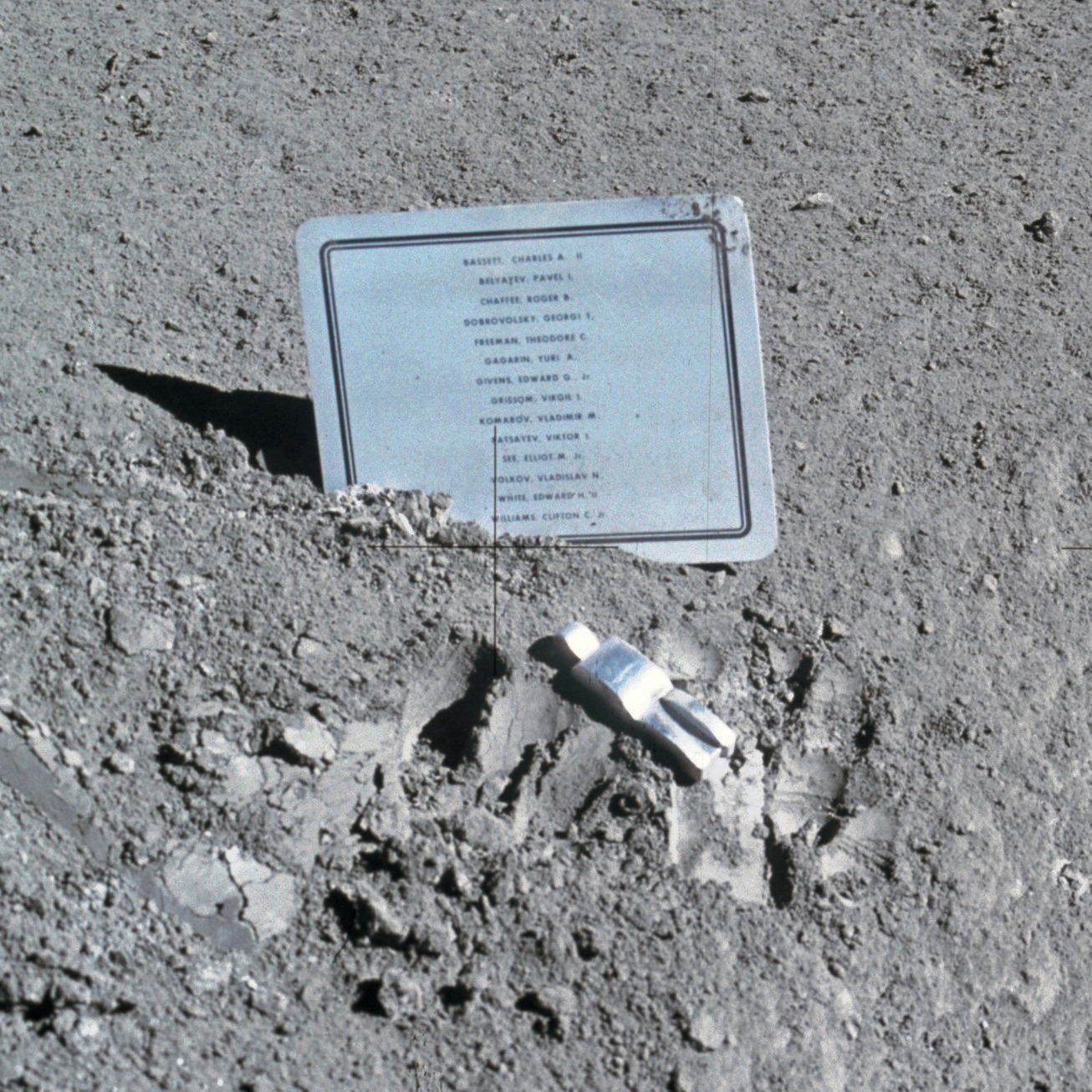
Fallen Astronaut Memorial

## Incidenti durante le missioni spaziali che hanno coinvolto astronauti e cosmonauti
| Data             | Missione | Vittime | Causa |
| ---------------- | -------- | --- | --- |
| 24 aprile 1967   | Sojuz 1  | Vladimir Komarov | Mancata apertura del paracadute durante il rientro atmosferico. |
| 29 giugno 1971   | Sojuz 11 | - Georgij Timofeevič Dobrovol'skij - Viktor Ivanovič Pacaev - Vladislav Nikolaevič Volkov                                 | Una valvola si è aperta accidentalmente durante la separazione del modulo di servizio, consentendo all'aria di fuoriuscire nello spazio. |
| 28 gennaio 1986  | STS-51-L | - Gregory Jarvis - Christa McAuliffe - Ronald McNair - Ellison Onizuka - Judith Resnik - Michael John Smith - Dick Scobee | Lo Space Shuttle Challenger esplose 73 secondi dopo il decollo. Il disastro fu causato dalle fredde temperature che causarono la rottura di una guarnizione O-ring, permettendo ai gas caldi dello Space Shuttle Solid Rocket Booster di colpire il serbatoio esterno. |
| 1º febbraio 2003 | STS-107  | - Rick Husband - William McCool - Michael Anderson - David M. Brown - Kalpana Chawla - Laurel Clark - Ilan Ramon          | Lo Space Shuttle Columbia esplose durante il rientro tra il Texas e la Louisiana, 16 minuti prima dell'atterraggio previsto al John F. Kennedy Space Center, in Florida; il disastro fu causato principalmente dal danneggiamento al bordo di attacco dell'ala, a causa di un frammento di schiuma isolante del sistema di protezione termica durante la partenza dell'equipaggio il 16 gennaio 2003. |

## Incidenti durante i collaudi che hanno coinvolto astronauti e cosmonauti
| Data             | Missione       | Vittime                                         | Causa |
| ---------------- | -------------- | ----------------------------------------------- | --- |
| 23 marzo 1961    |                | Valentin Bondarenko                             | Prima fatalità legata allo spazio. Durante un esperimento di resistenza di 15 giorni in una camera di altitudine a bassa pressione con almeno il 50% di atmosfera di ossigeno, il tirocinante cosmonauta per la missione Vostok Valentin Bondarenko ha fatto cadere un panno imbevuto di alcol su una piastra elettrica. Ha sofferto ustioni di terzo grado su gran parte del corpo e del viso, ed è morto in ospedale 16 ore dopo. |
| 31 ottobre 1964  |                | Theodore Freeman                                | Freeman era in un addestratore di jet T-38 in avvicinamento alla base di Ellington vicino a Houston, in Texas. Quando un'oca si schiantò sul lato sinistro della cabina di pilotaggio, alcuni frammenti di plexiglas entrarono nel motore, causando la rottura di entrambi i motori. Freeman è stato espulso troppo vicino al suolo perché il suo paracadute si aprisse correttamente. |
| 28 febbraio 1966 | Gemini 9       | - Elliot See - Charles Bassett                  | See e Bassett hanno tentato di atterrare con il loro T-38 al Lambert Field di St. Louis, nel Missouri, ma a causa del maltempo si sono schiantati nell'adiacente fabbrica McDonnell Aircraft, dove stavano andando per l'addestramento del simulatore. |
| 27 gennaio 1967  | Apollo 1       | - Virgil Grissom - Edward White - Roger Chaffee | Un incendio elettrico nella cabina di pilotaggio si è diffuso rapidamente nell'atmosfera dell'ossigeno puro e ha causato la morte di tutti e tre i membri dell'equipaggio dell'Apollo 1 durante un test "plug-out" in preparazione del loro lancio previsto per il 21 febbraio. |
| 5 ottobre 1967   | Apollo 1       | Clifton Williams                                | Williams, che volava da solo in un jet T-38 da Cape Kennedy, in Florida, a Houston, in Texas, si schiantò a causa di un guasto meccanico al controllo degli alettoni, a circa 15 miglia (24 km) a nord di Tallahassee, in Florida. Williams morì in seguito alle ferite e ai traumi riportati nell'apertura troppo tardiva del paracadute. |
| 15 novembre 1967 | X-15           | Michael Adams                                   | Durante il volo 191 X-15, il settimo volo di Adams, l'aereo ebbe un problema elettrico seguito da problemi di controllo all'apogeo del suo volo. Il pilota forse venne disorientato. Durante il rientro da un apogeo di 81,1 km, l'X-15 ha imbardato e ha cominciato a roteare ad una velocita di mach 5. Il pilota ha recuperato, ma è andato in un tuffo invertito ad una velocità di mach 4,7. Un carico eccessivo ha portato a una rottura strutturale a circa 19,7 km d'altezza. Adams è stato premiato postumo con l'Astronaut Wings, poiché il suo volo aveva superato quota 50 miglia (80,5 km). |
| 8 dicembre 1967  |                | Robert Henry Lawrence                           | Il primo astronauta afroamericano, selezionato per il programma Air Force Manned Orbiting Laboratory, è stato ucciso quando il suo jet F-104 Starfighter si è schiantato alla base di Edwards Air Force, in California, mentre praticava una serie di atterraggi veloci come copilota con il maggiore Harvey Royer. Entrambi i membri dell'equipaggio furono espulsi; Royer sopravvisse con delle ferite, ma Lawrence fu trovato nel suo posto di espulsione, con il paracadute non aperto. |
| 27 marzo 1968    | Sojuz 3        | - Jurij Gagarin - Vladimir Seryogin             | Il primo uomo nello spazio, Jurij Gagarin, è morto con l'istruttore di volo Vladimir Seryogin, quando il loro jet MiG-15UTI di addestramento si è schiantato mentre cercava di evitare un pallone meteorologico. |
| 11 luglio 1993   |                | Sergei Vozovikov                                | Sergei Yuriyevich Vozovikov era un membro del Gruppo di addestramento 11 per i cosmonauti dell'aeronautica sovietica. Il suo programma di addestramento per cosmonauti era previsto dal 1º ottobre 1991 al 6 marzo 1992. Annegò l'11 luglio 1993 durante l'addestramento nel Mar Nero, vicino ad Anapa, in Russia. |
| 31 ottobre 2014  | VSS Enterprise | Michael Alsbury                                 | Michael Alsbury è stato ucciso e Peter Siebold è rimasto gravemente ferito quando SpaceShipTwo VSS Enterprise si è disintegrato durante un volo di prova atmosferico alimentato in California, a causa del prematuro spiegamento degli aerofreni. |